# Patočiny

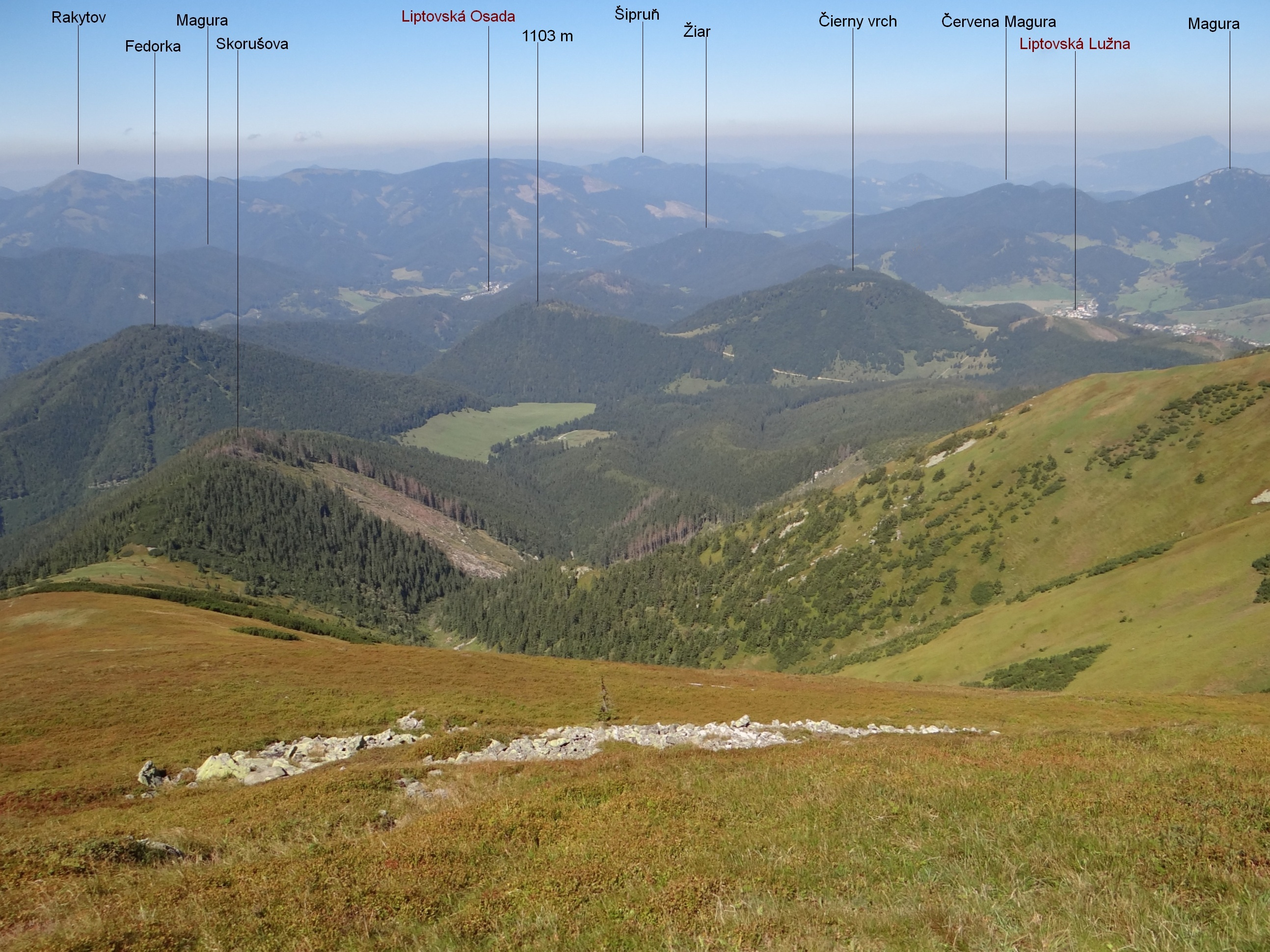
Widok spod szczytu Małej Chochuli na dolinę Skorušovskiego potoku

Patočiny – dolina potoku Patočiny w Niżnych Tatrach na Słowacji. Jest prawym odgałęzieniem Doliny Korytnickiej (Korytnická dolina). orograficznie lewe zbocza Patočin tworzy grzbiet Fedorki (1304 m), prawe Čierny vrch (1181 m) i bezimienny szczyt 1103 m.
Dolina Patočiny zaczyna się na północno-zachodnich stokach Małej Chochuli (Malá Chochuľa) w miejscu ujścia dwóch źródłowych cieków potoku Patočiny. Ma jedno odgałęzienie – dolinę Skorušovskiego potoku. Dolina Patočiny jest kręta, jej dno w wielu miejscach jest trawiaste, obydwa zbocza porasta las. Uchodzi do Doliny Korytnickiej na wysokości około 720 m. 
Doliną Patočiny prowadzi szlak rowerowy. Zaczyna się przy drodze nr 59 w miejscu ujścia potoku Patočiny do Korytnicy. Przy osadzie z domkami rozgałęzia się na dwie odnogi; jedna prowadzi do miejscowości Liptovská Lúžna, druga poprzez Korytnica-kúpele do rozdroża przy drodze nr 59
 odcinek: ujście potoku Patočiny – osada domków:
a) Liptovská Lúžna
b) Korytnica-kúpele – Korytnica rázcestie